# Kända personer med anknytning till Skellefteå kommun
| Innehåll: 0–9 A B C D E F G H I J K L M N O P Q R S T U V W X Y Z Å Ä Ö0 - Milad Alami, regissör - Dick Andersson, ishockeyspelare Ursviken - Lorentz Andersson, politiker (Ursviken) - Petter Andersson, fotbollsspelare (Ljusvattnet) - Viktor Arvidsson, ishockeyspelare (Kusmark) - Johan Backlund, ishockeymålvakt - Lars-Erik Berenett, skådespelare - Marianne Berglund, cyklist - Orvar Bergmark, fotbollsspelare, bandyspelare, förbundskapten - Hans Brettschneider, Robinsondeltagare - Brolle, artist - Evelina Crüsell, längdskidåkare - Robert Dahlgren, racerförare - Gunnar Enqvist, vissångare, konstnär och författare - P.O. Enquist, författare (Hjoggböle) - Peter Ericson, världsmästare snöskotercross - Jimmie Ericsson, ishockeyspelare - Jan Erixon, före detta ishockeyspelare - Tim Erixon, ishockeyspelare - Ardalan Esmaili, skådespelare - Kjell-Olof Feldt, politiker - Tore Frängsmyr, professor - Filip Gustavsson, ishockeymålvakt - Toini Gustafsson Rönnlund, längdskidåkare - Dennis Gyllensporre, officer | - Andreas Hedlund, musiker - Roland Hedlund, skådespelare - Ann-Kristin Hedmark, sångerska - Jonathan Hedström, ishockeyspelare (Boliden) - Helena Helmersson, företagsledare - John Houdi, trollkarl - Stina Jackson, författare - Elin Johansson, kampsportare - Inge Johansson, låtskrivare, producent och musiker. - Tommy Körberg, artist - Adam Larsson, ishockeyspelare - Lennart Larsson, skidåkare och skidtränare, (Granbergsträsk, Jörn) - Stieg Larsson, författare och journalist (Skelleftehamn) - Stig Larsson, författare och dramatiker - Micke Leijnegard, programledare - Dick Lidman, fotbollsspelare - Sara Lidman, författare (Missenträsk, Jörn) - Lars Lindberg, sportkommentator - David Lindgren, sångare - Mats Lindgren, ishockeytränare och före detta ishockeyspelare - Alvar Lindmark, ingenjör och företagsledare - Anders Lindström, körledare, dirigent - Joakim Lindström, ishockeyspelare - Åke Lundgren, författare (Kusmark) - Göran Lundin, författare, förlagsdirektör och busschaufför - Curt Lundmark, ishockeytränare - Jesper Lundmark, discgolfspelare - Kenneth Lundmark, friidrottare - Martin Lönnebo, biskop emeritus - Hanna Marklund, fotbollsspelare - Maloosak, konstnär - Sture Meijer, konstnär - Maria Möller, sångare, skådespelare, komiker och imitatör (Hednäs, Fällfors) | - Eila Nilsson, simmare - Hardy Nilsson, ishockeyspelare och tränare - Holger Nilsson (Innervik), chefredaktör tidningen Jaktjournalen - Erika Norberg, musiker - Sture Nordh, fackföreningsman - Nils Nordlander, Kyrkoherde och stadsgrundare - Anna Nordlander, konstnär - Jocke Nyström, tennisspelare - Stina Oscarson, teaterchef - Marcus Pettersson, ishockeyspelare - Zinat Pirzadeh, författare, skådespelare (Jörn) - Anna Pohjanen, fotbollsspelare - Anneli Rogeman, journalist och författare - David Rundblad, ishockeyspelare - Karin Risberg, Artist - Thomas Sandell, arkitekt - Anna Seim, ekonom och vice riksbankschef - Victoria Silvstedt, fotomodell (Skelleftehamn) - Niklas Sivelöv, pianist, kompositör, professor - Henning Sjöström, advokat och författare (Burträsk) - Kevin Stenberg, politiker, hjälparbetare (Boliden) - Dan-Olof Stenlund, professor, dirigent - Nikanor Teratologen, författare (Kåge) - Birger Vikström, författare, (Granbergsträsk, Jörn) - Kjell-Arne Vikström, ishockeyspelare (Ursviken) - Stina Viktorsson, curlingspelare - Margot Wallström, politiker (Kåge) - Cimberly Wanyonyi, Idolvinnare och artist - Fredrik Warg, ishockeyspelare (Boliden) - Pär Wiksten, musiker - Henrik Wikström, musiker/låtskrivare - Joni Söderström Winter, programledare p3 planet |